# 長伸新花介
長伸新花介（学名：Neocytheromorpha longa）为細花介科新花介屬下的一个种。